# 富士ゼロックス宮城
富士ゼロックス宮城株式会社（ふじゼロックスみやぎ）は、かつて存在した宮城県を営業エリアとする富士ゼロックス（現:富士フイルムビジネスイノベーション）製品や各種コンピュータ関連商品の販売・保守を行う会社であった。宮城県仙台市青葉区に本社を置いていた。
2021年4月1日付で富士ゼロックスの国内営業部門と国内の全販売会社31社、ならびに富士ゼロックスインターフィールドを統合し、富士フイルムビジネスイノベーションジャパン株式会社となった。

## 概要
1981年9月、宮城県内における富士ゼロックス製品の販売を行う目的で、富士ゼロックスとカメイの共同出資により宮城ゼロックスとして設立。
設立後はカメイの関連会社であったが、2005年にカメイが所有する株式を富士ゼロックスに売却し、富士ゼロックスの完全子会社となる。
2006年4月、富士ゼロックス宮城に商号変更した。

## 沿革
- 1981年（昭和56年）9月 - 宮城ゼロックス株式会社として設立。
- 2006年（平成18年）4月 - 富士ゼロックス宮城株式会社に商号変更。
- 2021年（令和3年）4月 - 富士ゼロックスの国内の全販売会社31社、ならびに富士ゼロックスインターフィールドを統合し、富士フイルムビジネスイノベーションジャパン株式会社となる。

## 本社・営業所
- 本社/仙台市青葉区五橋1-1-23 カメイ五橋ビル5F・4F・3F
- 本社ショウルーム、コラボレーションルーム/仙台市青葉区五橋1-1-23 カメイ五橋ビル1F
- 仙台第一支店、宮城支店/仙台市宮城野区二十人町99　富士フイルム仙台ビル3F、4F
- 石巻営業所/石巻市山下町1-1-16　M'sビル2F
- 古川営業所/大崎市古川旭1-2-38
- 仙南営業所/柴田郡大河原町字新南20-5 KYビル4Ｆ